# パークタワー上野池之端
パークタワー上野池之端（パークタワーうえのいけのはた）は、東京都台東区にある超高層マンション。

## 概要
ソフィテル東京跡地の開発として建設された。不忍池のほとりに建つ超高層建築物としてはルネッサンスタワー上野池之端に次ぎ3棟目である。日本で100m以上の建築物が解体されて新たに超高層建築物が建てられた例としては初めてである。建物南側の隣接地にも地上25階高さ87mのマンションが建設される予定であったが、当タワーマンションの眺望に影響を及ぼすことから14階建てに変更された。

## 沿革
- 2007年（平成19年） - ソフィテル東京の解体工事が行われる。
- 2008年（平成20年）7月 - 着工。
- 2010年（平成22年）8月 - 竣工。